# Angelo Nicolato
Angelo Nicolato (Milano, 29 ottobre 1888 – Pavia, 19 maggio 1961) è stato un politico e oculista italiano, pioniere in Italia per il trapianto di cornea.

## Biografia
Negli anni dello squadrismo comandò 1º Battaglione Ciclisti del Gruppo Camicie Nere di Pavia e suo aiutante maggiore fu il professore Arturo Bianchi.
Fu federale del Partito Nazionale Fascista a Pavia dal 1924 fino al 10 aprile 1929 quando fu sostituito da Attilio Spizzi. Podestà della stessa città tra il 1933 e il 1943 e deputato al Parlamento italiano dal 1929 al 1945 durante XXVIII, XXIX e XXX Legislatura.
Per sei stagioni, dal 1929 al 1935, fu presidente della squadra di calcio del Pavia.